# 即墨市第二中学
即墨市第二中学是中华人民共和国青岛市即墨区的一所高级中学，始建于1952年。

## 历史
1952年，即墨市第二中学前身即东中学建立，为初级中学。后于1954年迁至即东县治店集镇。1956年即东县与即墨县合并，并改名为即墨第二中学。1971年学校更名为即墨县店集中学。1978年校名又改为即墨县第二中学。即墨改为市后更名为现今的即墨市第二中学。在2014年， 原即墨二中整体搬迁到即墨，成立萃英中学。 原即墨五中搬迁到现店集校区，改名即墨二中。